# ابو غراب
ابو غراب (عربی: أبو غراب تلفظ عربی مصری: [ˈæbu ɣoˈrɑb]) محلی در مصر است که در ۱۵ کیلومتری جنوب قاهره بین سقاره و جیزه و حدود ۱ کیلومتری شمال ابو صیر در لبه فلات کویر در کرانه غربی رود نیل واقع شده‌است. این محل بیشتر برای معبد خورشید پادشاه نیوسررع، بزرگترین و بهترین معبد خورشیدی حفظ شده، و همچنین معبد خورشید اوسرکاف، که هر دو در قرن ۲۵ قبل از میلاد در دوره پادشاهی قدیم ساخته شده‌اند، شناخته شده‌است. شواهد حاکی از آن است که شش معبد خورشیدی در طول سلسله پنجم ساخته شده‌است، با این حال، تنها دو معبدی که قبلاً ذکر شد (نیوسررع و اوسرکاف) حفاری شده‌اند. ابو گوراب همچنین محل دفن دوره‌های اولیه است که قدمت آن به سلسله اول بازمی‌گردد.